# Urogelides daviesae
Urogelides daviesae är en spindelart som beskrevs av Zabka 2009. Urogelides daviesae ingår i släktet Urogelides och familjen hoppspindlar. Inga underarter finns listade i Catalogue of Life.